# Rob Slater
Robert John Slater (1960 – K2, 13 agosto 1995) è stato un alpinista e arrampicatore statunitense, famoso per aver scalato per primo la parete Wyoming Sheep Ranch sulla El Capitan. Instancabile appassionato di attività all'aria aperta, Slater si è creato un notevole curriculum come scalatore durante i suoi anni di college, e più in là lavorando come broker alla Chicago Board of Trade e per Goldman Sachs. Morì il 13 agosto 1995 discendendo dalla vetta del K2.

## Biografia
Rob iniziò a scalare presto, conquistando la vetta del Grand Teton a 13 anni col pioniere alpinista Paul Petzoldt.  Frequentò il liceo a Cheyenne, Wyoming e il college al University of Colorado at Boulder, una istituzione che scelse per la sua meravigliosa locazione al di sotto delle Flatirons e, stando al collega scalatore John Sherman, per le sue bellissime studentesse.  Slater dimostrò presto il suo coraggio nel canyon Eldorado conquistando il temuto percorso Wide Country (11a R), ritenuto difficile ancora oggi nonostante l'uso di scarpette da arrampicata in gomma antiscivolo e di micro-nut l'abbia reso meno arduo.
Mentre era in college, Slater iniziò a fare viaggi estivi nella Yosemite Valley dove, insieme a Tom Cosgriff, scalò Zodiac, la sua prima grande parete, e la Aquarian Wall con Robert Kayen.  Durante il terzo anno di college Slater conobbe Randy Leavitt, che insegnò a Slater a fare BASE jumping.  Cercando di fare un salto rischioso con Leavitt nel Black Canyon of the Gunnison, Slater fu costretto a fare  un atterraggio sottovento nella parte sbagliata del fiume, torcendosi il piede e rovinando i loro piani di uscire dal canyon scalando una delle pareti.
Ai suoi tempi, Slater era tra i principali esponenti dell'arrampicata artificiale. Nel 1982, fece la sua prima ascesa in solitaria sulla Pacific Ocean Wall, al tempo uno dei percorsi più difficili sulla El Capitan. Slater completò la sua ascesa con un BASE jump.  Nel 1984 Slater creò la Wyoming Sheep Ranch (A5) con John Barbella. Sorpresi all'imbrunire nel mezzo di una difficile e sporgente parte del percorso, Slater discese 12 metri su ganci, e Barbella dovette tirarlo per 6 metri con un assicuratore. La Wyoming Sheep Ranch ha detenuto per molti anni il titolo di percorso più difficile e pericoloso di arrampicata artificiale sulla El Capitan, ma l'inevitabile espansione dei livelli e l'apparizione di strumenti fissi ha successivamente ridotto il grado a A4.
In quanto specialista di scalata con ridotta protezione, Slater fu attratto dalle Fisher Towers vicino Moab, Utah, famose per la loro roccia morbida e friabile.   Slater fu il primo e, fino alla sua morte nel 1995, l'unico scalatore a raggiungere la vetta delle "torri".
Slater potrebbe essere stata la prima persona a cadere da una slackline con una protezione a corda.  Nel 1983 dispose una corda di meno di 7 metri sotto il cavalcavia di una tangenziale a Pasadena con Scott Balcom e altri.  La corda era a circa 24 metri di altezza. Nonostante Slater si fosse esercitato nello slacklining per soli 15 minuti al livello del suolo, fu il primo nel gruppo a cercare di attraversare la corda.
Slater eccelse in ogni tipo di arrampicata, riuscendo ad ascendere il percorso ghiacciato di 915 metri chiamato Slipstream sulle montagne rocciose canadesi, e il K2 senza bomboletta di ossigeno.  Slater morì in una tempesta mentre cercava di discendere il K2 insieme ad altri 5 scalatori, fra cui la nota arrampicatrice britannica Alison Hargreaves.